# Āl Raschīd

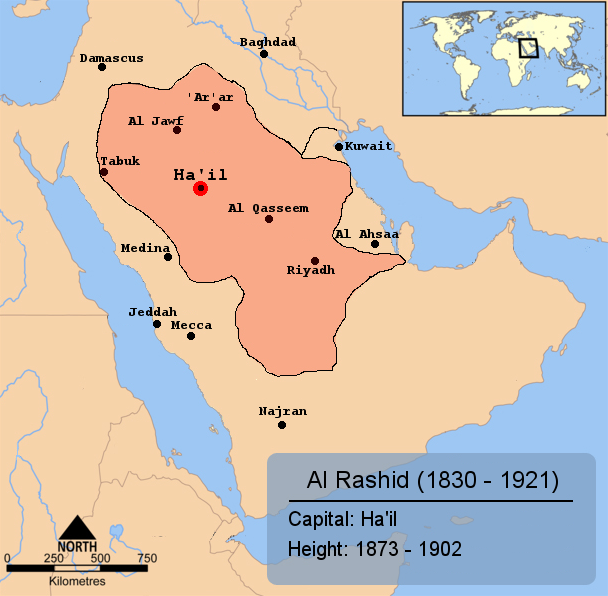
Das Reich der Āl Raschīd zum Höhepunkt seiner Macht zw. 1873 und 1902

Die Āl Raschīd (arabisch آل رشيد, DMG Āl Rašīd ‚Familie Raschīd‘) waren eine arabische tribale Dynastie, die zum ʿAbda-Clan der Schammar gehörte und von 1835 bis 1921 über die nördlichen und zentralen Teile Arabiens herrschte. Nach Kämpfen gegen die Dynastie der Saud wurde ihr Territorium 1921 an den saudischen Staat angeschlossen.

## Geschichte
Im 17. Jahrhundert verließ ein größerer Teil des Stammes Schammar die Region um Ha'il und siedelte sich im Irak an. Die verbliebenen Schammar, in der Regel Dschebel Schammar genannt, schlossen sich im 18. Jahrhundert der Lehre der Wahhabiten an und kamen vermutlich spätestens 1780 unter die Herrschaft des ersten saudischen Staats. Nachdem dieser 1818 von den Osmanen zerschlagen worden war, kam es zu Machtkämpfen zwischen den Stämmen.
1836 kam es in Ha'il zu einer Revolte gegen Mohammed bin Ali, den lokalen Emir aus der Familie der Ibn Ali. ʿAbdullah bin Raschīd, Anführer der Revolte, wurde von Faisal ibn Turki Al Saud (dem Herrscher des neugegründeten Saudi-Staates) als Emir von Ha'il anerkannt und begründete damit die Dynastie der Raschiden. Sein jüngerer Bruder Ubaidallah Al Raschīd war sein Befehlshaber der Reiterei und erschlug Isa bin Ubaidallah Al Ali, der nur ein paar Tage auf dem Thron saß. Obwohl Abdullah bin Raschīd Vasall der Saudis war, übten diese keine wirkliche Kontrolle über die Schammar aus – ihr Reich endete de facto südöstlich davon. 1843 unterstützten die Raschiden Faisal Al Saud im Kampf um die Herrschaft über den Nadschd gegen dessen Rivalen aus dem eigenen Saudi-Clan.
ʿAbdullah bin Raschīd starb 1848, sein Sohn Talal bin Abdullah folgte ihm als Emir nach. Unter Talals zwanzigjähriger Herrschaft etablierte sich das Reich der Raschiden, das auch als Emirat der Dschebel Schammar bekannt wurde. Talal ist bekannt für seine liberale Einstellung, so bot er nach Darstellung von William Gifford Palgrave politischen Gegnern der Wahhabiten Asyl und duldete Ausländer sowie Schiiten in seinem Reich. In den 1860ern kam es im Saudi-Reich zu einem Bürgerkrieg zwischen Faisals Söhnen, was die Raschiden zu nutzen wussten: 1865 besetzten sie Riad, Hauptstadt der Saudis, erstmals. Doch Talal starb 1868 in einem Schusswaffenvorfall, der von Charles Doughty als Selbstmord beschrieben wurde. Sein jüngerer Bruder Mutaib bin Abdullah bestieg daraufhin den Thron, aber nach anderthalb Jahren erstach ihn sein 21-jähriger Neffe Bandar bin Talal.
Um die wachsenden Anarchie aufzuhalten, ermordete ihn sein kinderloser Onkel, denn nur Mohammed bin Raschid (1869–1897) konnte die dynastischen Auseinandersetzungen beenden und das Schammarreich befrieden. Er war ein verschlagener und erfolgreicher Herrscher, der 1871 ein Vasallenverhältnis zum Kalifen der Muslime und Sultan des Osmanischen Reichs, Abdülaziz (1861–1876), einging, um so an neue Waffen und Unterstützungsgelder zu gelangen. Unter ihm konnten die Schammar die Vorherrschaft in Zentralarabien erringen und mit der Besetzung von Riad 1884 (nach anderen Quellen 1887) das Saudi-Reich im Nadschd weitgehend zerschlagen. 1891 wurden die Gebiete dem Emirat der Dschebel Schammar angeschlossen.

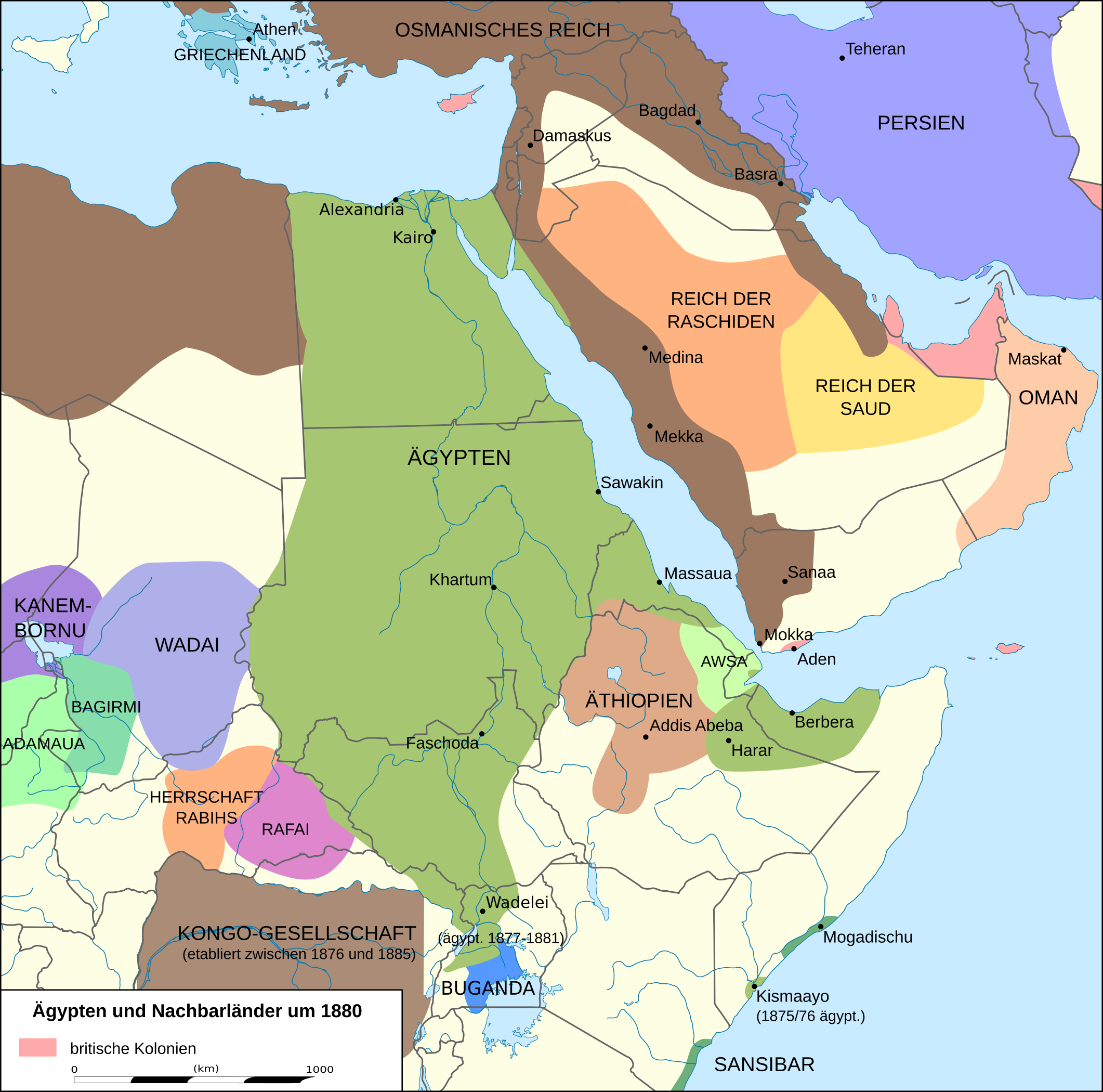
Raschidenreich und Nachbarn 1880

Muhammad starb 1897 eines natürlichen Todes, ihm folgte der zu seinem Erben erzogene Neffe Abdulaziz bin Mutaib. Seine Herrschaft war geprägt von der Restauration der Al-Saud ab 1902 durch Abd al-Aziz ibn Saud. Nach raschen ersten Erfolgen der Saudis in ihren Stammländern kam es zwischen 1903 und 1906 zu mehreren Gefechten um die Provinz al-Qasim. Dabei erhielten die Schammar militärische Hilfe durch acht osmanische Bataillone. Am 12. April 1906 kam es zur Schlacht von Rawdat Muhanna, bei der Abdulaziz bin Mutaib fiel und die Region unter saudische Herrschaft kam. Laut saudischer Legende soll Abdulaziz bin Mutaib mit kleinem Gefolge vor der anstehenden Schlacht im Morgengrauen an die falsche Frontseite geraten sein und dort angefangen haben, die Kämpfer zum Kampf gegen die Saudis aufzumuntern. Diese erkannten seinen Fehler und fällten ihn, worauf die Schammar sich kopflos zurückzogen.
Wie bei vielen arabischen Dynastien fehlte auch bei den Raschiden eine allgemein akzeptierte Thronfolgeregelung. Dieses immer wiederkehrende Problem konzentrierte sich in der Regel um die Frage, ob die Thronfolge horizontal (Bruder folgt Bruder) oder vertikal (Sohn folgt Vater) erfolgen solle. So war auch die Zeit nach Abdulaziz' Tod durch ständige blutige Machtkämpfe gekennzeichnet.
Sein Sohn Mutaib bin Abdulaziz wurde bereits nach 7 Monaten durch zwei Enkel des Ubaidallah bin Ali ermordet. Emir Sultan bin Hamud Al Raschid zerstritt sich nach 14 Monaten auf dem Thron mit seinem Bruder, Saud bin Hamud Al Raschid, der ihn erschlug. Er musste sich wiederum nach 8 Monaten aus der Hauptstadt Hail (Ha'il (حائل)) in das Oasengebiet al-Dschauf absetzen, um einem Anschlag auszuweichen. Einige Monate später wurde er dort umgebracht.
Nun kam der andere Familienzweig der ar-Raschid wieder an die Macht. Um die ewigen Kämpfe zu begrenzen, wurde der nur 11-jährige Saud bin Abdulaziz zum Emir ausgerufen. In Wirklichkeit führten die Brüder seiner Mutter, die aus der notablen Familie der Al Subhan kamen, 1908–1916 die Regentschaft, was 2 von ihnen das Leben kostete.
Zusätzlich zu der Tatsache, dass das Reich der Schammar ständig durch die Saudis bedrängt war, kam die Tatsache, dass die osmanische Schutzmacht im Ersten Weltkrieg unterging. 1918 zog sich das Osmanische Reich gezwungenermaßen aus Arabien zurück, dadurch verloren die Schammar-Herrscher die dringend benötigten Geld- und Waffenlieferungen aus Istanbul und Bagdad. Der König des Hedschas, Scharif Husain bin Ali al-Aun (1916–1924) aus dem Haus der Haschimiten, hatte andere Konflikte auszutragen, daher erhielten sie auch keine Hilfe mehr aus Mekka.
Nach mehrjährigen Kämpfen mussten die Ibn Raschid sich 1921 den Saudis endgültig unterwerfen. Davor hatte Emir Abdullah bin Mutaib sich im August 1921 den Saudi-Truppen ergeben müssen und er wurde mit seiner Familie nach Riad, der Hauptstadt der Saudis, in eine ehrenvolle Gefangenschaft gebracht. Hiernach erhob Emir Abd al-Aziz Ibn Saud sein Reich zum „Sultanat Nadschd und dessen abhängige Gebiete“. Im November 1921 folgte das Ende des letzten Emirs der Schammar, Mohammed bin Talal, eines Großneffen von Talal bin Abdullah. Er gab den hoffnungslosen Kampf auf und kapitulierte, somit geriet auch er in Gefangenschaft.

## Liste der Raschīdī-Emire
- 1819–1823: Mohammed bin Abdul Muhsin Al Ali
- 1823–1827: Isa bin Salih Al Ali
- 1827–1834: Salih bin Isa Al Ali
- 1834–1836: Abdullah bin Ali bin Raschid († 1847)
- 1834–1838: Salih bin Isa Al Ali
- 1838: Isa bin Ubaidallah Al Ali
- 1838–1847: Abdullah bin Ali bin Raschid
- 1847–1867: Talal bin Abdullah Al Raschid
- 1867–1868: Mutaib bin Abdullah Al Raschid
- 1868–1869: Bandar bin Talal Al Raschid
- 1869–1897: Mohammed bin Abdullah Al Raschid
- 1897–1906: Abdulaziz bin Mutaib Al Raschid
- 1906: Mutaib bin Abdulaziz Al Raschid
- 1906–1908: Sultan bin Hamud bin Ubaidallah Al Raschid
- 1908: Saud bin Hamud bin Ubaidallah Al Raschid
- 1908–1919: Saud bin Abdulaziz Al Raschid
- 1919–1921: Abdullah bin Mutaib Al Raschid († 1947)
- 1921: Mohammed bin Talal Al Raschid († 1954)